# Kane Tanaka
Kane Tanaka, född 2 januari 1903 i Fukuoka, Japan, död 19 april 2022 i Fukuoka, var en japansk kvinna och butiksinnehavare. 
Tanaka var från och med den 22 juli 2018 till och med sin död den 19 april 2022 världens äldsta levande person. Hon är den verifierat äldsta japanen någonsin, samt en av endast tre personer i världen som blivit 119 år eller äldre och världens näst verifierat äldsta person någonsin. I januari 2022 fyllde hon 119 år. Senaste gången någon nådde denna ålder var drygt 22 år tidigare (i september 1999), nämligen Sarah Knauss från USA.
Kane föddes som det sjunde barnet i en syskonskara på 8. Som barn levde Tanaka under de sista åren av Meijiperioden. Den 6 januari 1922 gifte hon sig med Hideo Tanaka. Paret fick 5 barn, 4 biologiska och 1 adoptivbarn. Kanes äldsta son Nobuo tjänstgjorde i Japans kejserliga armé under andra världskriget och tillfångatogs av Sovjetunionen. Sonen återvände till Japan 1947. Sedan 2018 bodde hon på ett vårdhem, men sades fortfarande leva ett relativt aktivt liv. Hon var bland annat intresserad av brädspelet othello och av aritmetik, vilket hon angett som ett tips för att bli riktigt gammal.